# 伊塔罗·卡尔维诺
伊塔羅·卡爾維諾（義大利語：Italo Calvino，1923年10月15日—1985年9月19日），生於古巴哈瓦那，意大利作家。他的奇特和充满想象的寓言作品使他成为二十世纪最重要的意大利小说家之一。

## 生平
1923年10月15日生于古巴首都哈瓦那郊区。母親希望他記得自己體內義大利人的血統，於是給了他"Italio"這樣一個特殊的名字，而他本人認為這使他的名字聽起來很像「好戰的民族主義者」。父親馬利歐·卡爾維諾（Mario Calvino）是一名熱帶植物學家與農學家。
卡尔维诺童年时就离开古巴回意大利。第二次世界大战时他参加了意大利抵抗组织，战后定居于都灵，并得到了文学学士学位，同时为共产党的周刊《团结报》和Einaudi出版社工作。从1959年至1966年他和埃利奧·維托里尼一起编辑左翼杂志Il Menabò。
卡尔维诺最早的作品都与他参加抵抗组织的经历有关：新现实主义的小说《蛛巢小徑》（1947年出版）通过一个未成年人的经历审视了抵抗运动，这个少年人面对周围的成年人和一系列事件，感到无助；以及名为《亚当，午后和其他故事》（1949年出版）的短篇小说集。
50年代卡尔维诺果断地转向幻想和寓言作品的创作，其中的三篇小说为他带来了国际知名度。第一部《分成两半的子爵》（1952出版）是一个人被炮火劈成两半的寓言故事—— 一半身子行善一半身子做恶——通过与一个农家女子的爱情又合二为一。第二部《树上的男爵》的声誉最高（1957年出版），这是十九世纪一位贵族的传奇故事，一天他决心爬到树上，从此双脚不再沾地面半步。但是他确实在树上完整分享了他的同胞在地上的生活。这篇故事机智地探讨了现实和想象之间的联系和对立。第三部《不存在的骑士》（1959年出版）是对中世纪骑士小说的模仿。后此三部小说结集为《我们的祖先》出版。
卡尔维诺后期的幻想作品有：《宇宙连环画》（1965年出版）对宇宙创造和进化的意识流叙述；稍后的《看不见的城市》（1972年出版）、《命運交織的城堡》（1973年出版）和《如果在冬夜，一个旅人》（又译《寒冬夜行人》，1979年出版），卡尔维诺使用了游戏般创新的结构和多变的视点，目的是考察机会、巧合和变化的本质。《文学的作用》（1980年出版）是他为Il Menabò杂志写的文章的结集。
1985年9月19日，卡尔维诺在意大利锡耶纳圣玛丽亚·德·拉·斯卡拉医院因脑出血去世。
身后另有五篇写作于1962年至1977年的“记忆练习”结集为La Strada di San Giovanni，于1990年出版。

## 主要作品

### 小說
- 《蛛巢小徑（義大利語：Il sentiero dei nidi di ragno）》（1947）
- 《分成兩半的子爵》（1952）
- 《阿根廷螞蟻（義大利語：La formica argentina）》（1952）
- 《義大利童話（義大利語：Fiabe italiane）》（1956）
- 《樹上的男爵》（1957）
- 《不存在的騎士》（1959）
- 《馬可瓦多（義大利語：Marcovaldo ovvero Le stagioni in città）》（1963）
- 《煙雲（義大利語：La nuvola di smog）》（1963）
- 《宇宙連環圖（義大利語：Le cosmicomiche）》（1965）
- 《零時間（義大利語：Ti con zero）》（1967）
- 《命運交織的城堡（義大利語：Il castello dei destini incrociati）》（1969）
- 《困難的愛故事集（義大利語：Gli amori difficili）》（1970）
- 《看不見的城市》（1972）
- 《如果在冬夜，一個旅人》（1979）
- 《帕洛瑪先生（義大利語：Palomar）》（1983）

### 小說選
- 《短篇小說集（義大利語：I racconti (Calvino)）》（1958）
- 《我們的祖先（義大利語：I nostri antenati）》（1960）
- 《在美洲虎太陽下（義大利語：Sotto il sole giaguaro）》（1986）
- 《在你說之前》（Prima che tu dica 'Pronto'，1993）
- 《宇宙奇趣全集（英语：The Complete Cosmicomics）》（Tutte le cosmicomiche，1997）

### 散文與其他著作
- 《瘋狂的奧蘭多》（Orlando Furioso di Ludovico Ariosto，1970）
- 《收藏沙子的人（義大利語：Collezione di sabbia）》（1984）
- 《給下一輪太平盛世的備忘錄》（1988）
- 《為什麼讀經典（義大利語：Perché leggere i classici）》（1991）

### 自傳
- 《聖喬凡尼之路》（La strada di San Giovanni，1990）
- 《巴黎隱士》（Eremita a Parigi. Pagine autobiografiche，1994）